# Vila Esperança (série de televisão)
Vila Esperança foi um seriado infantil exibido pela RecordTV entre 31 de agosto de 1998 e 9 de abril de 1999, as 17h, com episódios diários de uma hora.

## O programa
A série retratava uma vila onde os personagens principais eram uma turma de crianças, o simpático Tio Dú, seu irmão Professor Piragibe, um cientista maluco e as figuras dos avós Vó Iza e Vô Zico. À margem do vilarejo, morava a dupla de vilões Meia Boca e Mil Faces, que faziam tudo para acabar com a harmonia da Vila Esperança. Todos os dias, um assunto era abordado levando as crianças a refletirem sobre temas como  ciúmes, solidariedade, preservação do meio ambiente, preconceito, amizade. tecnologia, voluntariado, orgulho, respeito as diferenças e mais de uma centena de argumentos.
Os personagens infantis eram crianças comuns de um vilarejo, que brincavam, brigavam, conversavam, tinham boas atitudes, eram solidários, atenciosos uns com os outros,  mas também  tinham sentimentos como ciúme, orgulho, mau humor, enfim retratavam  crianças normais. Cada dia, uma nova história apresentava um determinado assunto levando os pequenos telespectadores a refletirem sobre o tema. 

## Produção

### Cenografia
O programa foi produzido pela produtora IDEA, que construiu uma cidade cenográfica, com lago, árvores, e edificações como a masmorra metálica de Mil faces, a mercearia do tio Dú, a casa de Vó Iza e Vô Zico, o laboratório do Professor Piragibe e o beco das crianças. No centro, uma rua com calçadas passava por todas as casas e edifícios. O Vila Esperança recebeu o prêmio de melhor programa infantil de 1998 pela Associação Paulista de Críticos de Arte (APCA).

### Quadros
Era apresentada uma história por dia com os mesmos personagens, intercalada por quadros que transmitiam informações de forma lúdica. Os quadros eram:
- A Rádio do Tio Du -  Este personagem fazia tudo, narrava novela, criava os efeitos sonoros e personagens, entrevistava, era o DJ e  apresentava vários gêneros musicais. Além da diversão e humor, as crianças também  aprendiam como fazer efeitos sonoros, e representar  diferentes personagens.
- Estela Natela – Programa de TV assistido pelas crianças da vila e comandado por Estela Estelar, uma repórter, com figurino futurista que se locomovia com patins, apresentava matérias sobre pontos turísticos, opções de lazer para crianças, o dia a dia de diferentes profissionais e diversos assuntos de interesse infantil.
- P Arabutãs – Vô Zico reunia as crianças para contar histórias que indiretamente transmitiam  mensagens positivas. Sua narrativa se referia a uma floresta imaginária e seus habitantes eram animais representados por bonecos de mão.
- Como se Faz? - Tio Du e o professor Piragibe demonstravam como fazer dobraduras, experiências, brinquedos reciclados, pipas, e muitas coisas criativas para as crianças executarem em casa.

## Elenco
| Ator/Atriz           | Personagem              |
| -------------------- | ----------------------- |
| Gerson de Abreu      | Tio Dú                  |
| Fredy Allan          | Fábio Biu (Fabinho)     |
| Tarsila Amorim       | Fernanda Matos (Nanda)  |
| Carolina Alves       | Juliana (Juju)          |
| Cauã Bernardes Souza | Guilherme               |
| Murilo Troccoli      | José Carlos (Zé Batata) |
| Daniela Marques      | Miriam (Mima)           |
| Brian Penido         | Professor Piragibe      |
| Sergio Mastropasqua  | Mil Faces               |
| Fábio Araújo         | Meia Boca               |
| Ana Maria Barreto    | Isadora Biu (Vó Iza)    |
| Josmar Martins       | Anselmo Biu (Vô Zico)   |
| Lu Schievano         | Estela Estelar          |

### Personagens
- Tio Dú (Gerson de Abreu) -  amigo das crianças, dono de uma mercearia, onde tinha de tudo. Versátil, bem humorado, também tinha a função de ser o principal radialista da Vila.
- Fabinho Biu (Fredy Allan) - o líder da turma, esportista, muito ligado a música, e querido por todos.
- Nanda (Tarsila Amorim) - menina extremamente preocupada com moda e aparência. Apesar de ser muitas vezes superficial, era boa amiga e todos respeitavam seu jeito de ser.
- Juju (Carolina Alves) - menina sensível, e delicada. Tinha um diário onde registrava tudo. Era apaixonada por Fabinho Biu.
- Zé Batata (Murilo Troccoli) - Bem humorado, sempre otimista, adorava batatas e quitutes.
- Mima (Daniela Marques) - a caçulinha da turma. Era muito esperta e muitas vezes sabia das coisas antes de todos, mas não lhe davam atenção por que era a mais nova.
- Guilherme (Cauã Bernardes Souza) - o nerd da turma, que encontrava as soluções para qualquer problema tecnológico.
- Professor Piragibe (Brian Penido) - Cientista maluco, distraído, fazia incríveis invenções e seu maior sonho era construir uma máquina do tempo.
- Vó Iza (Ana Maria Barreto) e Vô Zico (Josmar Martins) - Fundaram a vila e tratavam todas as crianças como se fossem seus netos. Vó Iza era quituteira e Vô Zico tinha uma grande repertório de histórias, o que fazia com que a garotada sempre estivesse por perto.
- Mil Faces (Sergio Mastropasqua) - um vilão malvado, sempre traçava complexos planos para acabar com a paz de Vila Esperança, mas  eram sempre estragados pelo seu atrapalhado parceiro Meia Boca (Fabio Araújo).
- Meia Boca (Fábio Araújo) - o Parceiro Capanga Atrapalhado de Mil Faces, sempre causa besteiras e faz o seu chefe falhar
- Estela Estelar (Lu Schievano) – Repórter que se locomovia com patins e apresentava o programa Estela Natela, com matérias sobre pontos turísticos, opções de lazer para crianças, o dia a dia de diferentes profissionais e diversos assuntos de interesse infantil.